# Maffian ger order
Maffian ger order (italienska: La mala ordina) är en italiensk-tysk poliziottescofilm från 1972 i regi av Fernando Di Leo.
Maffian ger order är den andra filmen baserad på Giorgio Scerbanencos novellsamling Milano calibro 9, efter Kaliber 9 (1972) och följd av Il boss (1973).

## Rollista i urval
- Mario Adorf - Luca Canali
- Henry Silva - David Catania
- Woody Strode - Frank Webster
- Adolfo Celi - Don Vito Tressoldi
- Luciana Paluzzi - Eva Lalli
- Cyril Cusack - Corso
- Franco Fabrizi - Enrico
- Sylva Koscina - Lucia Canali